# Komronshokh Ustopiriyon
Komronshokh Ustopiriyon, (* 7. ledna 1993 v Mastčohském okrese, Tádžikistán) je tádžický zápasník–sambista a judista.

## Sportovní kariéra
Připravuje se v Chudžandu. Začínal se sambem, ve kterém získal v roce 2013 třetí místo na mistrovství světa v Petrohradu. Od roku 2015 se soustředí na příbuzný sport judo kvůli možnosti startu na olympijských hrách. V roce 2016 se mu podařilo kvalifikovat na olympijské hry v Riu. V úvodním kole však nestačil v boji na zemi na Gruzínce Varlama Lipartelijaniho a skončil bez umístění.

### Vítězství
- 2014 - 1x světový pohár (Astana)

## Výsledky
| Olympijské hry    |    |     |    | úč. |  |  |  |  |  |  |  |  |  |  |  |  |  |  |  |  |  |
| Mistrovství světa | —  | úč. | 5. |     |  |  |  |  |  |  |  |  |  |  |  |  |  |  |  |  |  |
| Asijské hry       |    | —   |    |     |  |  |  |  |  |  |  |  |  |  |  |  |  |  |  |  |  |
| Mistrovství Asie  | —  |     | 3. | 1.  |  |  |  |  |  |  |  |  |  |  |  |  |  |  |  |  |  |
| MS juniorů        | 5. |     |    |     |  |  |  |  |  |  |  |  |  |  |  |  |  |  |  |  |  |